# UFC 317
UFC 317: Topuria vs. Oliveira（ユーエフシー・スリーセブンティーン：トプリア・バーサス・オリベイラ）は、アメリカ合衆国の総合格闘技団体「UFC」の大会の一つ。2025年6月28日、ネバダ州ラスベガスのT-モバイル・アリーナで開催された。

## 大会概要
本大会はイスラム・マカチェフが返上して空位となったライト級王座を懸けてイリア・トプリアとチャールズ・オリベイラによるUFC世界ライト級王座決定戦,。王者アレッシャンドリ・パントージャと挑戦者カイ・カラ＝フランス によるUFC世界フライ級タイトルマッチが組まれた。

## 試合結果

### アーリープレリム
第1試合 ヘビー級 5分3R
○  ジョナタ・ジニス vs.  アルヴィン・ハインズ ×
3R終了 判定3-0（29-28、29-28、29-28）
第2試合 ウェルター級 5分3R
×  ニコ・プライス vs.  ジャコビー・スミス ○
2R 4:03 リアネイキドチョーク

### プレリミナリーカード
第3試合 ライト級 5分3R
○  テランス・ マッキニー vs.  ヴィチェスラフ・ バルショフ ×
1R 0:55 ギロチンチョーク
第4試合 女子フライ級 5分3R
×  ビビアン・アラウジョ  vs.  トレイシー・コルテス ○
3R終了 判定3-0（30-27、30-27、30-27）
第5試合 フェザー級 5分3R
×  ハイダー・アミル vs.  ホセ・ミゲル・デルガド ○
1R 0:26 TKO（膝蹴り→グラウンドの肘打ち連打）
第6試合 ミドル級 5分3R
×  ジャック・ハーマンソン vs.  グレゴリー・ホドリゲス ○
1R 4:21 KO（左フック）

### メインカード
第7試合 バンタム級 5分3R
○   ペイトン・タルボット vs.  フェリペ・リマ  ×
3R終了 判定3-0（29-28、29-28、29-28）
第8試合 ライト級 5分3R
○  ベニール・ダリウシュ vs.  ヘナート・モイカノ ×
3R終了 判定3-0（29-28、29-28、29-28）
第9試合 フライ級 5分3R
×  ブランドン・ロイバル vs.  ジョシュア・ヴァン ○
3R終了 判定3-0（29-28、29-28、30-27）
第10試合 UFC世界フライ級タイトルマッチ 5分5R
○  アレッシャンドリ・パントージャ vs.  カイ・カラ＝フランス ×
3R 1:55 リアネイキドチョーク
※パントージャが4度目の王座防衛に成功。
第11試合 UFC世界ライト級王座決定戦 5分5R
○  イリア・トプリア vs.  チャールズ・オリベイラ ×
1R 2:27 KO（右ストレート&左フック→パウンド）
※トプリアが王座獲得に成功。

### 各賞
ファイト・オブ・ザ・ナイト：ブランドン・ロイバル vs. ジョシュア・ヴァン
パフォーマンス・オブ・ザ・ナイト：イリア・トプリア、グレゴリー・ホドリゲス、
各選手にはボーナスとして5万ドルが授与された。

### カード変更
負傷などによるカードの変更は以下の通り。